# Ptyelus subvirescens
Ptyelus subvirescens är en insektsart som beskrevs av Butler 1874. Ptyelus subvirescens ingår i släktet Ptyelus och familjen spottstritar. Inga underarter finns listade i Catalogue of Life.